# Martynas Šiurkus
Martynas Šiurkus (* 28. Dezember 1978 in Šiauliai) ist ein litauischer konservativer Politiker, Vizeminister für Soziales und Arbeit.

## Leben
Nach dem Abitur von 1985 bis 1997 an der Medelyno-Mittelschule absolvierte er von 1997 bis 2001 ein Bachelorstudium Business and Management an der Universität Šiauliai.
Von 2001 bis 2002 arbeitete er als Schichtleiter bei UAB VP Market, von 2002 bis 2004 als Manager im Unternehmen UAB Unikalma, von 2005 bis 2010 als Manager bei Merko Ltd, von 2010 bis 2015 als Spezialist in der Abteilung für Investitionen und Stadtentwicklung der Stadtverwaltung Šiauliai, von 2015 bis 2017 als stellvertretender Verwaltungsdirektor der Gemeinde, von 2017 bis 2018 Leiter der Abteilung für Logistik und Versorgung bei UAB Bodesa.
Von 2018 bis 2019 war er Leiter der operativen Effizienz der Niederlassung Šiauliai von Girteka Logistic UAB. 
Von März 2019 bis März 2021 war er Assistent von Rasa Juknevičienė (des Mitglieds des Europäischen Parlaments), von März 2021 bis April 2022 ehrenamtlicher Berater des Ministers für soziale Sicherheit und Arbeit der Republik Litauen. Seit April 2022 arbeitet er am Sozial- und Arbeitsministerium der Republik Litauen. Dort war er Vizeminister unter der Leitung der Sozialministerin Monika Navickienė und der kommissarischen Ministerin Gintarė Skaistė im Kabinett Šimonytė, geleitet von Ingrida Šimonytė.
Er ist Mitglied der Partei TS-LKD.
Er ist verheiratet und hat zwei Kinder.